# Парламентские выборы во Франции (1885)
Парламентские выборы во Франции 1885 года были 4-ми парламентскими выборами Третьей республики и проходили 14 октября (первый тур) и 18 октября (второй тур). Левые получили большинство: 383 из 584 мест.

## Результаты
| Партия                          | Места |
| ------------------------------- | ----- |
| Радикал-социалисты и социалисты | 60    |
| Независимые радикалы            | 40    |
| Оппортунисты                    | 200   |
| Умеренные республиканцы         | 83    |
| Консерваторы                    | 63    |
| Монархисты                      | 73    |
| Бонапартисты                    | 65    |
| Всего                           | 584   |

## Внешние ссылки
- Парламентские выборы 1885 года